# Haplotype

Phân tử DNA 1 khác với DNA 2 tại một cặp cơ sở đơn (một đa hình C/A)

Haplotype (từ tiếng Hy Lạp haplús hay haplóos "đơn giản" và typos "kiểu"), là viết gọn của "kiểu gen đơn bội", một biến thể của một trình tự nucleotide trong nhiễm sắc thể, tức là một nhóm cụ thể của gen mà con cháu thừa hưởng từ cha mẹ. Tùy theo mức thế hệ, mà haplotype đó sẽ là đặc trưng của một cá nhân, một nhóm, hay một quần thể và thậm chí là một loài.
Tuy vậy có một vài định nghĩa cụ thể của thuật ngữ được sử dụng trong lĩnh vực di truyền. Đầu tiên, nó là một từ ghép cho kiểu gen đơn bội, là một tập các allele cụ thể (có nghĩa là, các dãy DNA cụ thể) trong một nhóm gen liên kết chặt chẽ ở một nhiễm sắc thể có khả năng được di truyền cùng nhau, và do đó có khả năng được bảo tồn như là một dãy sống sót qua nhiều thế hệ sinh sản.
Một định nghĩa haplotype đặc biệt khác, xuất phát từ các công ty xét nghiệm di truyền của người, sử dụng thuật ngữ 'haplotype' để chỉ một tập hợp cá biệt của đột biến di truyền cụ thể trong một phân đoạn DNA nhất định. Nó đề cập đến đột biến SNP/đa hình chẵn đơn nhất (UEP, unique-event polymorphism) đại diện cho một nhánh người, tức là tập hợp của những người cùng một tổ tiên chung, mà con người cụ thể có haplotype đó thuộc về nó.

## Lịch sử
Thuật ngữ này được R. Ceppellini đưa ra năm 1967. Ban đầu nó dùng để mô tả các thành phần di truyền của phức hợp tương thích mô chính (MHC, Major Histocompatibility Complex), một phức hợp của gen mã hóa protein quan trọng cho hệ thống miễn dịch.